# Wyoming Hereford Ranch Reservoir Number 1
Wyoming Hereford Ranch Reservoir Number 1 ist ein Stausee im Laramie County im äußersten Südosten des US-Bundesstaates Wyoming. Er befindet sich etwa siebeneinhalb Kilometer südöstlich von Cheyenne. Speisefluss ist der Crow Creek.